# Steun Aan Argentijnse Moeders
Steun aan Argentijnse Moeders (SAAM) is een stichting, voortgekomen uit een gelijknamig comité, dat als doel heeft de Dwaze Moeders van de Plaza de Mayo te steunen in hun strijd om opheldering te krijgen over het lot van de verdwenen personen in Argentinië.

## Geschiedenis
In juni 1979 kwamen vier moeders van de 'Madres de Plaza de Mayo' (de dwaze moeders) uit Argentinië naar Amsterdam op uitnodiging van Amnesty International. Dat bezoek en een stille tocht op de Dam leidden tot de oprichting van het comité. De eerste bijeenkomst was op 20 oktober 1979. Aanwezig waren onder meer Liesbeth den Uyl en Jeanne Roos. Liesbeth den Uyl werd de eerste voorzitter. Later werd zij opgevolgd door Mies Bouhuys.
Op 10 juli 1984 werd de Stichting SAAM opgericht.